# 1202
1202 (MCCII) fue un año común comenzado en martes del calendario juliano.

## Acontecimientos
- 20 de mayo: en Siria[1] se registra un terremoto de 7,6, que deja un saldo de entre 30.000 y 60.000. Historiadores modernos consideran que la cifra de muertos directos fue de alrededor de 30.000, pero una peste (producida por el incorrecto manejo de los cadáveres) sumada a una sequía del río Nilo, elevó la cantidad de muertos en toda la región de Oriente Medio y Egipto hasta 1,1 millones.[2]
- 8 de noviembre - Comienzo de la Cuarta Cruzada
- En algún momento entre las 2 siguientes semanas desde el 8 de noviembre, la Cuarta Cruzada arrasa Zara.

## Ciencia y tecnología
- Leonardo de Pisa (más conocido como Fibonacci) publica el Liber abaci (Libro del ábaco o Libro de los cálculos) difundiendo en Europa la numeración arábiga.

## Nacimientos
- Matilde de Dammartín

## Fallecimientos
- 12 de noviembre - Leonor de León. Infanta de León, hija del rey Alfonso IX de León y de su segunda esposa, la reina Berenguela de Castilla.